# Klooster Bethlehem (Oostrum)
Het Klooster Bethlehem was een klooster te Oostrum.

## Geschiedenis
Ridder Jan van Broeckhuysen, heer van Spraeland-Oostrum, die tijdens veelvuldige oorlogen nogal wat schade had berokkend, stichtte in 1450 een klooster voor de Augustijnen, alvorens hij naar het Heilige Land vertrok:
In den jaer ons heren 1450 heeft heer Jan van Broeckhuysen (zaliger) gedachtenis syn testament gemaekt ende dese stede gefundeert ter eere Godts ende synde moeder Maria tot een regulier-clooster, en is in selven jaere getroeken naer 't heilich lant van jerusalem, op welcken wegh hij is gestorven
De eerste paters, reguliere kanunniken behorend tot de Congregatie van Windesheim kwamen uit het klooster van Gaesdonk, nabij Siebengewald, in het huidige Duitsland. Er kwam echter oorlog tussen het Hertogdom Gelre en de omringende staatjes, waarbij Johan I van Kleef Gelre binnenviel. Het kwam tot een veldslag en in de nasleep daarvan werd het klooster overgeplaatst naar Straelen en kreeg de naam Mariensande. In 1470 vertrokken de Augustijnen.
In 1474 echter, kwamen de Augustinessen uit Well naar het klooster. Landbouw, handenarbeid zoals spinnen, en een meisjesinternaat zorgden voor inkomsten. Lang na de opheffing van het klooster verklaarde nog een deftige oud-leerlinge: Oostrum was het beste pensionaat voor damen en juffrouen, dat langs de hele Maasstreek en in het land van Kleef gevonden werd.

## Ondergang
Niettemin werd het klooster in 1802 opgeheven door het Napoleontische bewind. De gebouwen raakten in verval en werden uiteindelijk opgekocht door De Cocq van Haeften, die heer was van Blitterswijck. Deze liet het gebouw afbreken en verkocht de stenen. Van het klooster is niets meer over. Wel werd in 1973 nog archeologisch onderzoek verricht.
De Oostrumse watermolen herinnert nog aan het klooster, evenals het klokje, dat tegenwoordig in de protestantse kerk van Blitterswijck hangt.